# Apeadeiro de Garganta

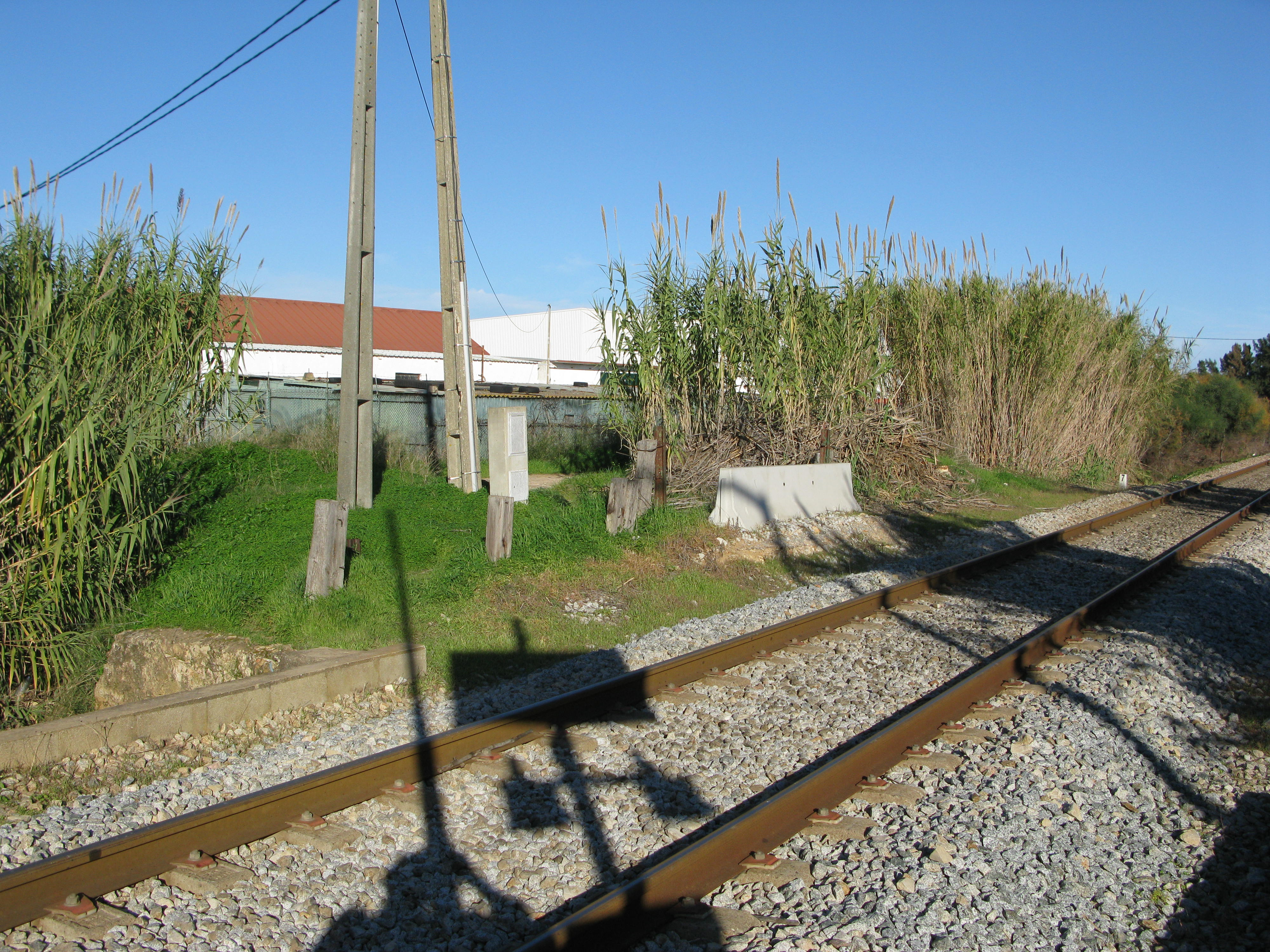
Vestígios do apeadeiro de Garganta, em 2018.

O Apeadeiro de Garganta foi uma interface da Linha do Algarve, que servia a área de Salgados, no município de Faro, em Portugal.

## História

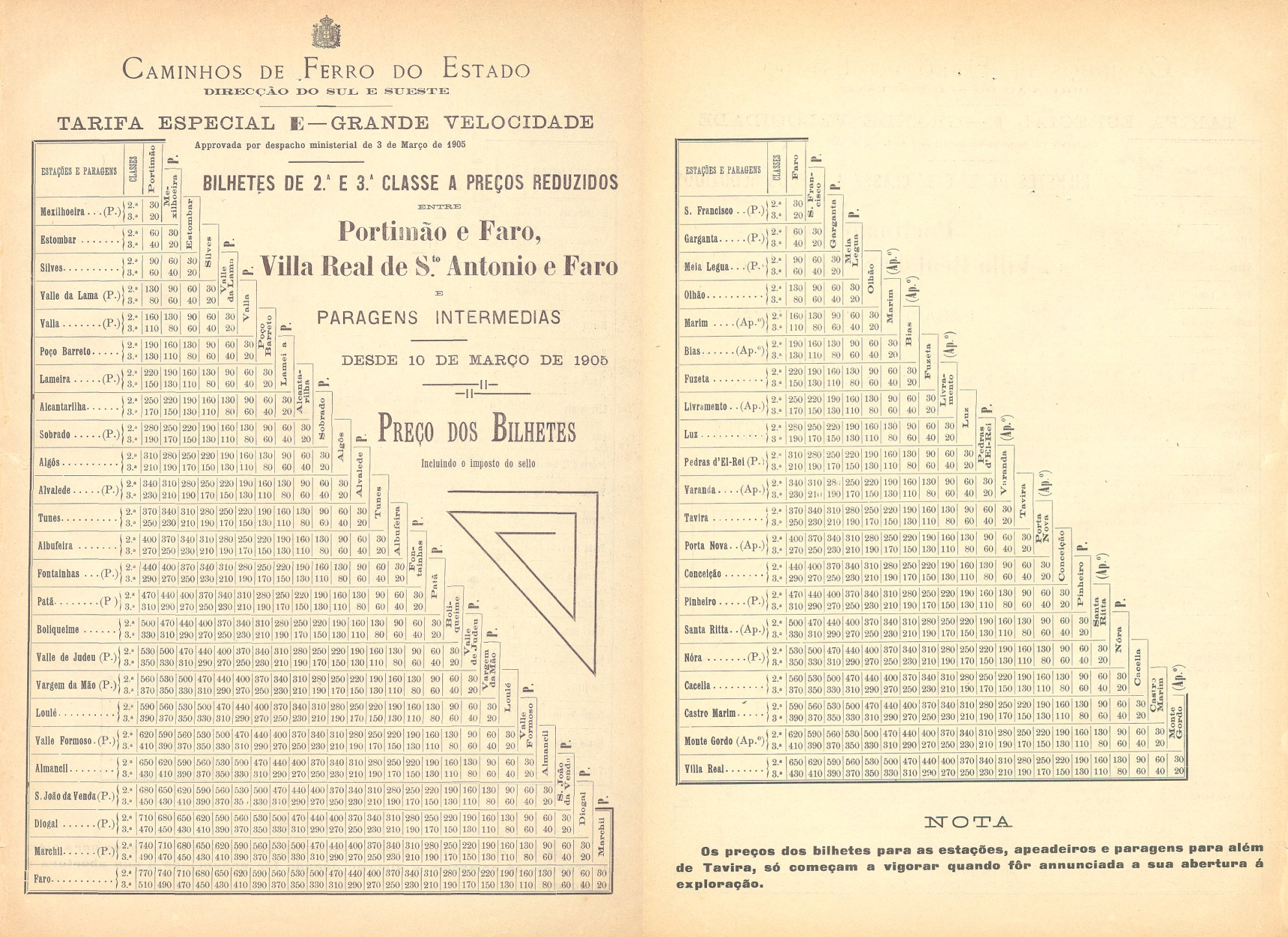
Aviso de 1905, onde a gare de Garganta está listada como paragem.

O apeadeiro estava situado no lanço da Linha do Algarve entre Faro e Olhão, que entrou ao serviço em 1 de Maio de 1904, pela divisão do Sul e Sueste dos Caminhos de Ferro do Estado (nessa altura considerado como parte da Linha do Sul). Garganta tinha na altura a categoria de paragem.

Este interface não figura no mapa oficial de 1985, tendo sido extinto anteriormente.